# Hélvio
Hélvio Peçanha Moreira (ur. 20 stycznia 1923 w Campos  – zm. 24 maja 1989 w São Gonçalo) – piłkarz brazylijski, występujący podczas kariery na pozycji środkowego obrońcy.

## Kariera klubowa
Hélvio piłkarską karierę rozpoczął we Fluminense FC w 1945. Z Fluminense zdobył mistrzostwo stanu Rio de Janeiro – Campeonato Carioca w 1946. Po epizodzie w Jabaquarze trafił do Santos FC, gdzie grał w latach 1951–1958. Z Santosem trzykrotnie zdobył mistrzostwo stanu São Paulo – Campeonato Paulista w 1955, 1956, 1958 roku.

## Kariera reprezentacyjna
W reprezentacji Brazylii Hélvio zadebiutował 20 września 1955 w wygranym 2-1 meczu z reprezentacji Chile, którego stawką była Copa O'Higgins 1955, którą Brazylia wygrała. Był to jego jedyny mecz w reprezentacji.